# Charles J. Kersten

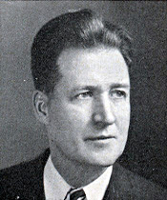
Charles J. Kersten

Charles Joseph Kersten (* 26. Mai 1902 in Chicago, Illinois; † 31. Oktober 1972 in Milwaukee, Wisconsin) war ein US-amerikanischer Politiker. Zwischen 1947 und 1955 vertrat er zweimal den Bundesstaat Wisconsin im US-Repräsentantenhaus.

## Werdegang
Nach einem Jurastudium an der Marquette University in Milwaukee und seiner im Jahr 1925 erfolgten Zulassung als Rechtsanwalt begann er in Milwaukee seinem neuen Beruf zu arbeiten. Zwischen 1937 und 1943 arbeitete er für den Bezirksstaatsanwalt im Milwaukee County. Politisch wurde er Mitglied der Republikanischen Partei.
Bei den Kongresswahlen des Jahres 1946 wurde er im fünften Wahlbezirk von Wisconsin in das US-Repräsentantenhaus in Washington, D.C. gewählt, wo er am 3. Januar 1947 die Nachfolge des Demokraten Andrew Biemiller antrat, den er bei der Wahl geschlagen hatte. Da er zwei Jahre später gegen Biemiller verlor, konnte er bis zum 3. Januar 1949 zunächst nur eine Legislaturperiode im Kongress absolvieren. Diese war von den Spannungen des beginnenden Kalten Krieges geprägt. Im Jahr 1950 kam es bei den Kongresswahlen im fünften Distrikt von Wisconsin ein weiteres Mal zum Duell zwischen Biemiller und Kersten. Diese Wahlen entschied Charles Kersten für sich. Nach einer Wiederwahl im Jahr 1952 konnte er zwischen dem 3. Januar 1951 und dem 3. Januar 1955 zwei weitere Legislaturperioden im Kongress verbringen. In diese Zeit fielen der Koreakrieg und der Beginn der Bürgerrechtsbewegung.
Bei den Wahlen des Jahres 1954 unterlag Charles Kersten dem Demokraten Henry S. Reuss. Von 1955 bis 1956 war er Berater des Weißen Hauses in Fragen der psychologischen Kriegsführung. Im Jahr 1956 bewarb er sich erfolglos um die Rückkehr in den Kongress. Danach arbeitete er bis zu seinem Tod am 31. Oktober 1972 als Rechtsanwalt.